# 美国总理
美国总理（英語：Prime Minister of the United States），是讽刺对美国政治制度认识的不足，或用于称呼某些政治实力足以匹敌美国总统的政治人物。在实行总统制的美国，总统兼任国家元首、政府首脑及三軍統帥，实际上不存在总理这个官职。

## 概论

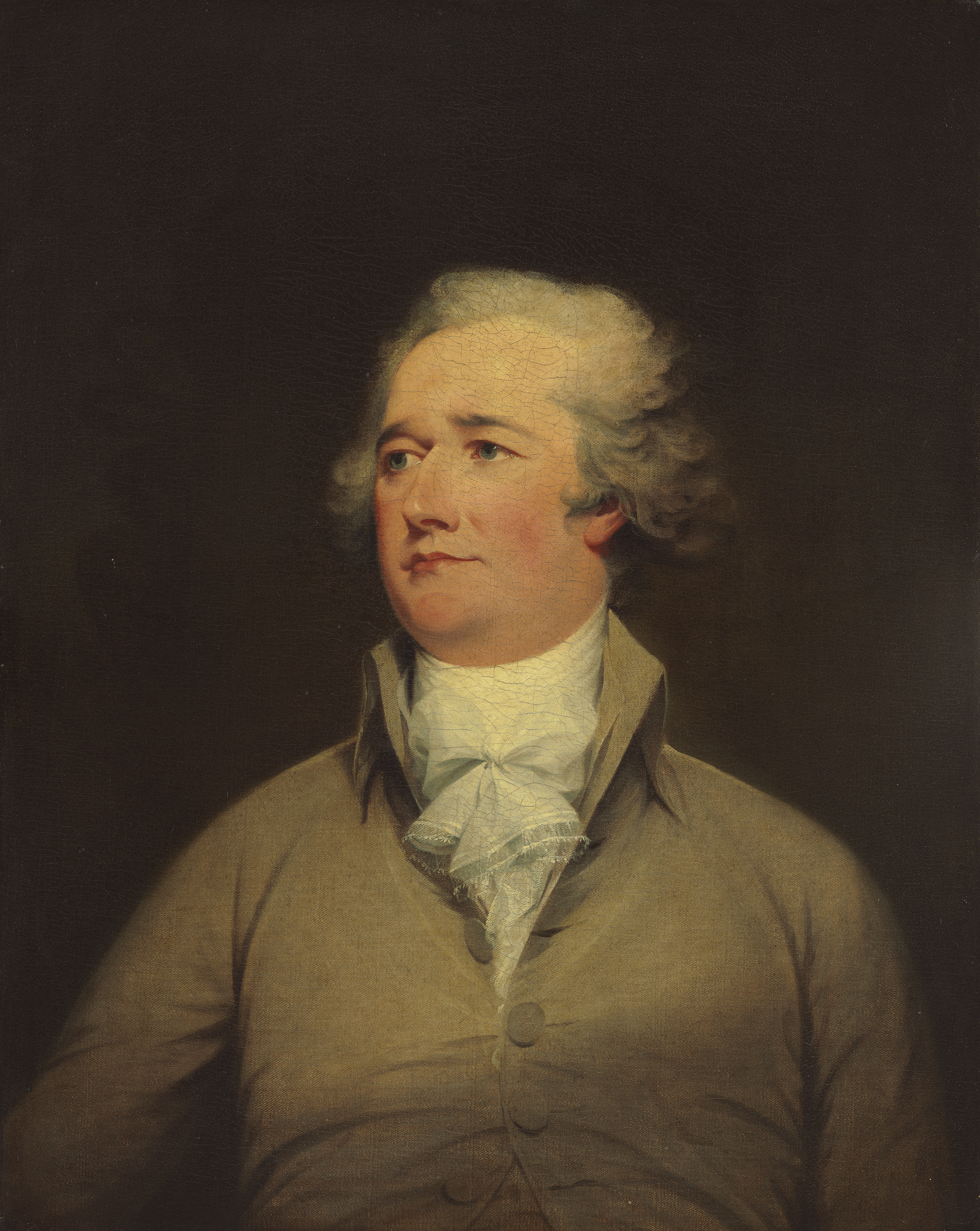
亚历山大·汉密尔顿

美国独立战争期间和战争结束后，很多美国人无法信任政府认为自己被其欺瞒。另一方面，英国的政治体制被认为是专制的。国王乔治三世周围的内阁官僚通过腐败的政治完全支配了国家。同時，能普遍也相信国王周围的官僚支配着英国的财政政策，破坏了以前平衡的政治体制。乔治·华盛顿的总统任期内，财政部长亚历山大·汉密尔顿设立了美国第一银行，但遭遇强烈的反对，例如国民公报称汉密尔顿像「总理」一样行使权力，认为汉密尔顿的财政政策导致共和国的失败。
至今对美国总统制不熟悉的人有可能将最高行政长官的总统称作为总理，很多习惯议会制把国家元首和政府首脑分家的人们经常不能认识到美国总统具有国家元首和政府首脑的双重功能。
“美国总理”或“事实上的美国总理”也可能用于称呼那些被认为行使了实权，而非拥有法定权力的人。这时，这些词汇不仅仅是作为绰号，被政治评论家、内部人员或媒体使用，而是具有批判和讽刺意义的。为了暗示被称呼人如同18世纪的奥斯曼帝国的高官一样是有影响力的人，与议会制中经选举产生的总理是截然相反的角色。

## 事例

### 查尔斯·汤姆森

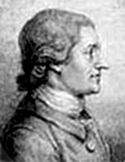
查尔斯·汤姆森

弗雷德·S·劳特勒（Fred S. Rolater）称呼查尔斯·汤姆森为美国的“总理”。因为汤姆森在代表更换非常激烈的大陆会议時期（1774年－1789年）能一直担任书记官并留下会议记录，是大陆会议中活跃的存在，隐然拥有“总理”的权威。

### 唐纳德·里根

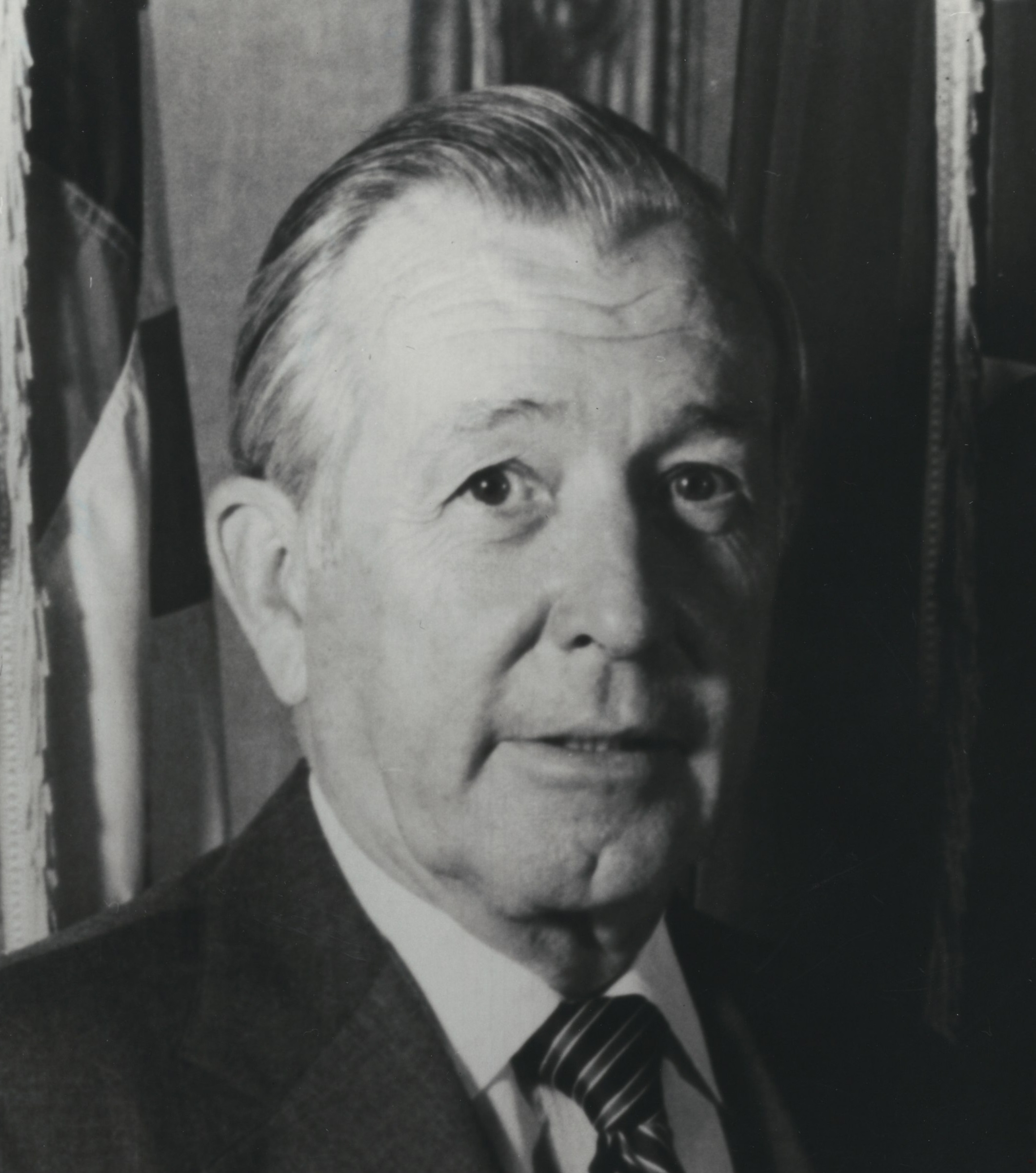
唐纳德·里根

唐纳德·里根于1981年至1985年间担任美国财政部长，1985年至1987年间担任白宫办公厅主任，后因伊朗门事件被迫辞职。由于他自诩严密看守罗纳德·里根总统的门户以及掌控总统的议程，人们在背后称其为“美国总理”。

### 迪克·切尼

迪克·切尼

迪克·切尼被广泛认为是美国歷史上最有实权的副总统。被罗纳德·里根的白宮幕僚長肯尼思·杜波斯坦和時事評論員、美国众议院前共和党议员约翰·勒布蒂耶称为“事实上的总理”。

### 众议院议长

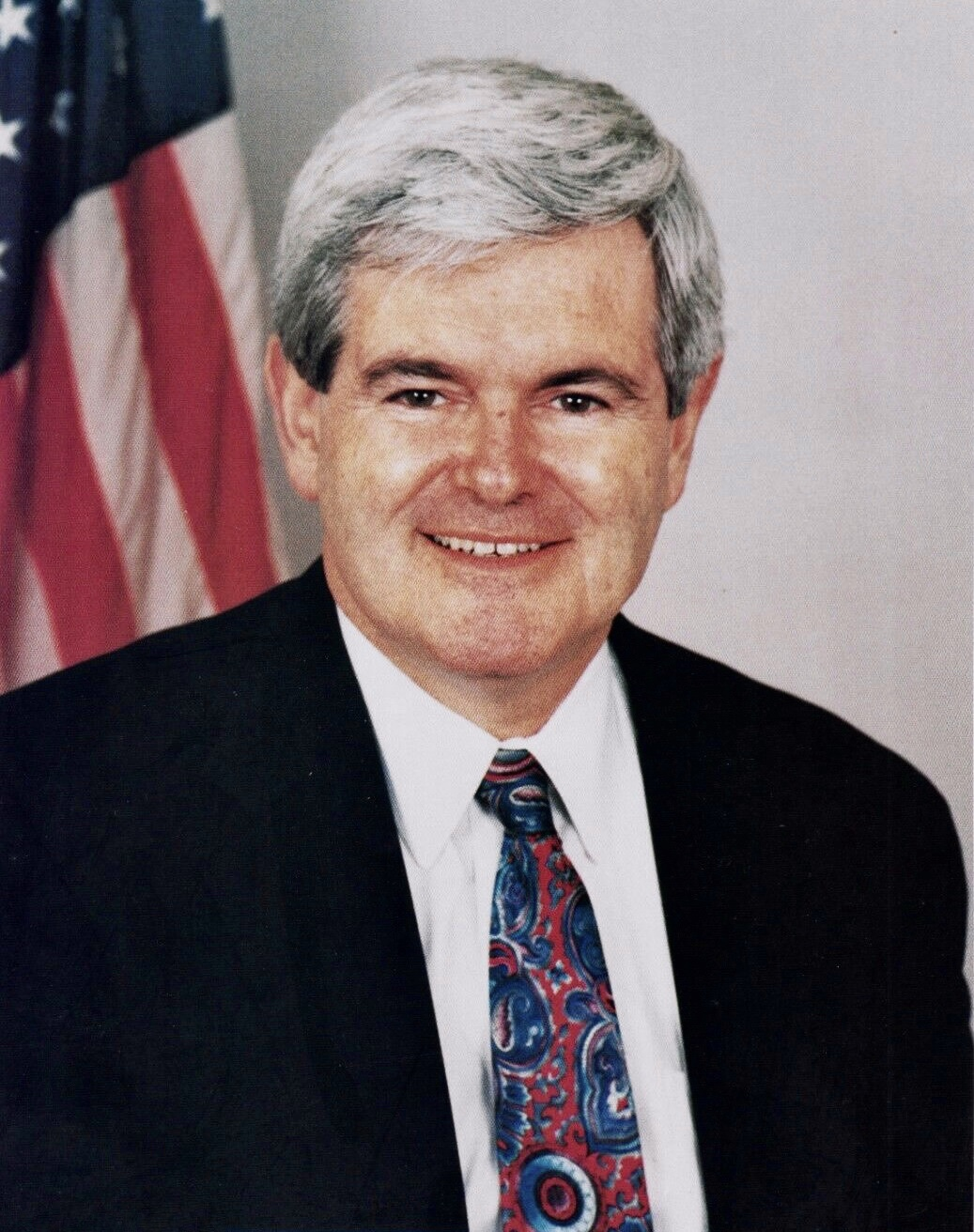
紐特·金里奇

美國眾議院議長和总统有可能属于不同党派，在这种情况之他们处于政治上的对立共生关系。众议院议长作为党派的领袖，体现对总统的权力制衡。众议院议长相对于其他国家的议长有着更为重要的政治作用。眾議院議長也是在美國政壇上影響力第三大的人物，僅次於總統及副總統。
美國的众议院多数党领袖，与加拿大和英国这些议会制国家总理的定位实际刚好相反。在加拿大和英国，多数党领袖成为总理掌握行政权力，议长因在主持议事時需保持政治中立，更多是作为礼仪的作用。美國眾議院多數黨領袖是眾議院多數黨的第二領袖，最高領袖為眾議院議長。
19世纪，安德鲁·约翰逊总统的弹劾的期间，美国总统制处于逆境。此时表面上总统拥有法定的行政权，然而政策筹划则交付给众议院议长。19世纪后半和20世纪开始发生这种权力转移。当西奥多·罗斯福总统和此后的富兰克林·罗斯福总统执政时掌握了多数党的优势而从议会那里夺回权力。1947年众议院议长的总统继任顺序调升至第二位。

近代作为众议院议长被称呼为“总理”的例子，如比尔·克林顿政府时期与之对立的紐特·金里奇。

### 白宫幕僚长
白宫幕僚长是为总统提供政治建议的最亲密的人。有些白宫幕僚长会向白宫提议官职或者对职员指示。幕僚长有多大权力，取决于总统的授权。
其中有一些具有实力的白宫幕僚长，如罗纳德·里根政府最后一位的白宫幕僚长霍华德·贝克。

### 国务卿

「掌握白宫的是我」
国务卿亚历山大·黑格在里根暗杀未遂事件紧接之后举行记者招待会（1981年3月30日）

美国国务卿是內阁中位居最高等级的阁员，一直被认为是总统以外美國政府最重要的人物。法国学者亚历西斯·德·托克维尔的旅行朋友称呼了当时的国务卿爱德华·利文斯顿为「美利坚合众国的总理」。
1981年3月30日，罗纳德·里根总统因暗杀未遂事件送医治疗，当时的国务卿亚历山大·黑格在白宫的记者招待会对于记者提出现在谁掌握着全权的问题回應：「宪法上副总统在，其次国务卿也在。如果总统期盼向副总统转让权限，我们很快会进行。可是布什副总统外访不在美国，现在掌握白宫的是我。」但实际上在宪法中总统继承顺序的第1位是美国副总统兼参议院议长，然后是众议院议长（时任众议院议长为民主党人提普·奥尼尔），接著是参议院临时议长（时任参议院临时议长为共和党人斯特罗姆·瑟蒙德），国务卿不过是第4位；这个「出格的仿效」引起各方面的舆论争议，而黑格在任职一年半后辞职。